# Триалюминийнеодим
Триалюминийнеодим — бинарное неорганическое соединение
неодима и алюминия
с формулой Al3Nd,
кристаллы.

## Получение
- Сплавление стехиометрических количеств чистых веществ:

{\displaystyle {\mathsf {Nd+3Al\ {\xrightarrow {1205^{o}C}}\ Al_{3}Nd}}}

## Физические свойства
Триалюминийнеодим образует кристаллы
гексагональной сингонии,
пространственная группа P 63/mmc,
параметры ячейки a = 0,6472 нм, c = 0,4606 нм, Z = 2,
структура типа станнид триникеля (Ni3Sn).
Соединение образуется по перитектоидной реакции при температуре 1205°С.
При температуре 4 К в соединении происходит антиферромагнитный переход.

## Химические свойства
- Разлагается при нагревании:

{\displaystyle {\mathsf {5Al_{3}Nd\ {\xrightarrow {>1205^{o}C}}\ Al_{11}Nd_{3}+2Al_{2}Nd}}}